# Simancas
Simancas is een gemeente in de Spaanse provincie Valladolid in de regio Castilië en León met een oppervlakte van 42,36 km². Simancas telt 5.254 inwoners (1 januari 2016).
In het kasteel bevindt zich het Archivo General de Simancas (Algemeen Archief van Simancas). Dit archief bevat de belangrijkste documenten van de Spaanse geschiedenis uit de periode van 1435 tot 1834.

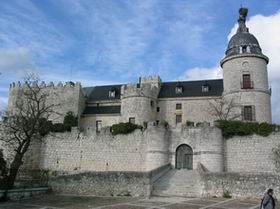
Simancas Kasteel

## Demografische ontwikkeling
Bron: INE, 1857-2011: volkstellingen